# Red Blooded Woman
"Red Blooded Woman" er en sang af den australske sangeren for Kylie Minogue fra hendes niende studiealbum Body Language (2003). Sangen blev skrevet af den britiske sangskrivere Johnny Douglas og Karen Poole.

## Udgivelse og listeplacering
"Red Blooded Woman" blev udgivet i marts 2004 som albummets anden single. I Australien nåede sangen nummer fire på ARIA Charts. Den følgende uge faldt sangen ud af Top 10 og landede som nummer elleve. Singlen opholdt sig i alt på hitlisterne i fem uger. I New Zealand blev sangen nummer 34 på hitlisterne og nåede senere nummer 19. Sangen blev certificeret til guld af Recording Industry Association of New Zealand med et salg på 7.500 eksemplarer.
I Europa nåede sangen Top 20 i mange lande. I både Danmark og Italien nåede sangen en tiendeplads og blev på Top 20 i tre uger. I Tyskland nåede sangen nummer 16 og opholdt sig på hitlisterne i ti uger. I Spanien debuterede sangen som nummer otte og derefter nummer ni i den følgende uge. I Schweiz nåede sangen nummer 15 på Schweizer Hitparade. "Red Blooded Woman" nåede femtepladsen på UK Singles Chart, var en moderat succes, og blev i ni uger i Top 40.

## Musikvideo
Videoen blev filmet i Los Angeles i 2003 med Kylie på en motorvej i en trafikprop. Hun forlader bilen og gå rundt på motorvejen. Hun da kommer til en anden bil og skifter tøj i den. Iført en rød top og nederdel forlader hun bilen og fortsætter med at gå rundt på motorvejen.

## Formater og sporliste
Britisk CD 1
1. "Red Blooded Woman" – 4:21
2. "Almost a Lover" – 3:40

Britisk CD 2
1. "Red Blooded Woman" – 4:21
2. "Cruise Control" – 4:55
3. "Slow" (Chemical Brothers Remix) – 7:03
4. "Red Blooded Woman" (Video)

Australsk CD
1. "Red Blooded Woman" – 4:21
2. "Cruise Control" – 4:55
3. "Almost a Lover" – 3:40
4. "Slow" (Chemical Brothers Mix) – 7:13
5. "Red Blooded Woman" (Whitey Mix) – 5:20
6. "Red Blooded Woman" (Video)

## Hitlister
| Hitliste (2004)                       | Placering |
| ------------------------------------- | --------- |
| Australien (ARIA Charts)              | 4         |
| Østrig (Ö3 Austria Top 40)            | 23        |
| Belgien (Ultratop 50 Flandern)        | 29        |
| Belgien (Ultratop 40 Vallonien)       | 20        |
| Danmark (Tracklisten)                 | 10        |
| Finland (Suomen virallinen lista)     | 12        |
| Frankrig (SNEP)                       | 33        |
| Ungarn (Mahasz)                       | 3         |
| Irland (Irish Singles Chart)          | 9         |
| Italia (FIMI)                         | 10        |
| Nederlandene (Single Top 100)         | 21        |
| New Zealand (RIANZ)                   | 19        |
| Spanien (PROMUSICAE)                  | 8         |
| Sverige (Sverigetopplistan)           | 28        |
| Schweiz (Schweizer Hitparade)         | 15        |
| Tyskland (Media Control Charts)       | 8         |
| Storbritannien (UK Singles Chart)     | 5         |
| USA (Billboard Hot Dance Club Charts) | 24        |